# 蒙特卢波-阿尔贝塞
蒙特卢波-阿尔贝塞（義大利語：Montelupo Albese），是意大利库内奥省的一个市镇。总面积6平方公里，人口520人，人口密度86.7人/平方公里（2009年）。ISTAT代码为004137。